# Військовий дрифтер

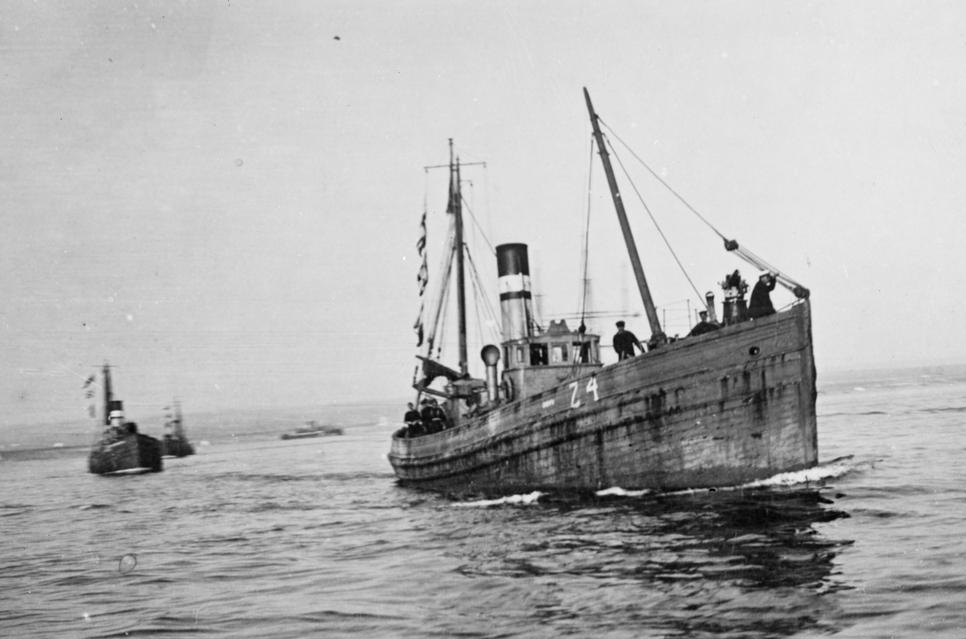
Англійські дрифтери під час переходу зі своєї бази на Адріатиці до загородження в Отранто.

Військовий дрифтер — корабель, побудований за зразком рибальського дрифтера чи перероблений з нього для виконання військових завдань. Застосування військових дрифтерів відбувалося за подібних умов, що і застосування військових траулерів.
Рибальські траулери були створені, щоб буксирувати важкі трали, тому їх легко було адаптувати для буксирування мінних тралів, з екіпажем і конструкцією, які вже були заздалегідь частково підготовленні до виконання  відповідних. Дрифтер були надійними суднами, придатні, як і траулери, для роботи за будь-яких погодних умов, але  призначені для обслуговування дрифтерних сітей, які вільно плавають. Дрифтери, зазвичай, менші і повільніші, за траулери. У випадку їх реквізиції військово-морськими силами, ці кораблі зазвичай озброювались легкими гармати і глибинними бомбами і використовувались для підтримки і патрулювання протичовнових загороджень.

## Перша світова війна

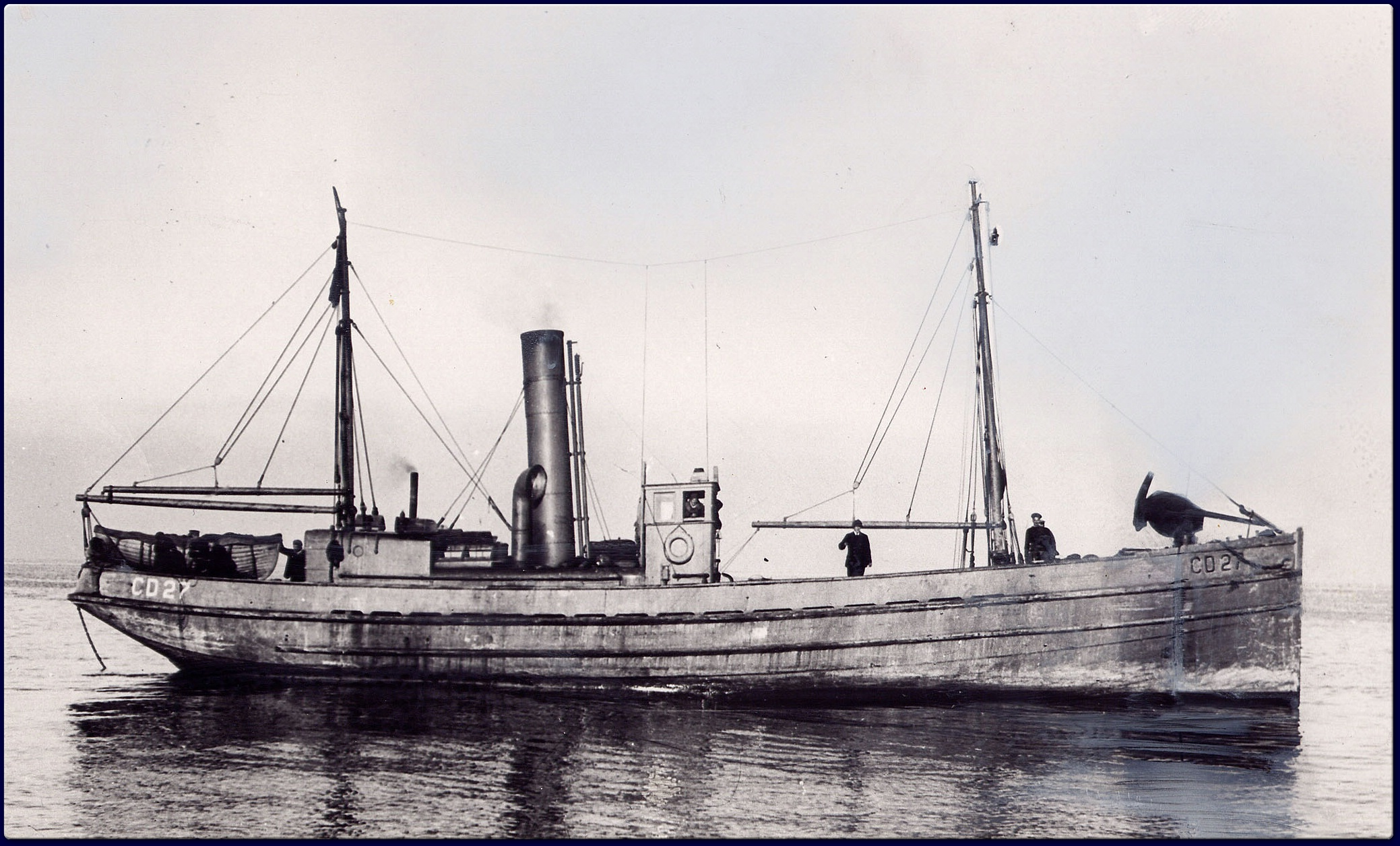
Канадський військовий дрифтер типу CD, CD-27, побудований під час Першої світової війни для Королівського канадського флоту. Багато цих кораблів після війни використовувались як рибальські судна.

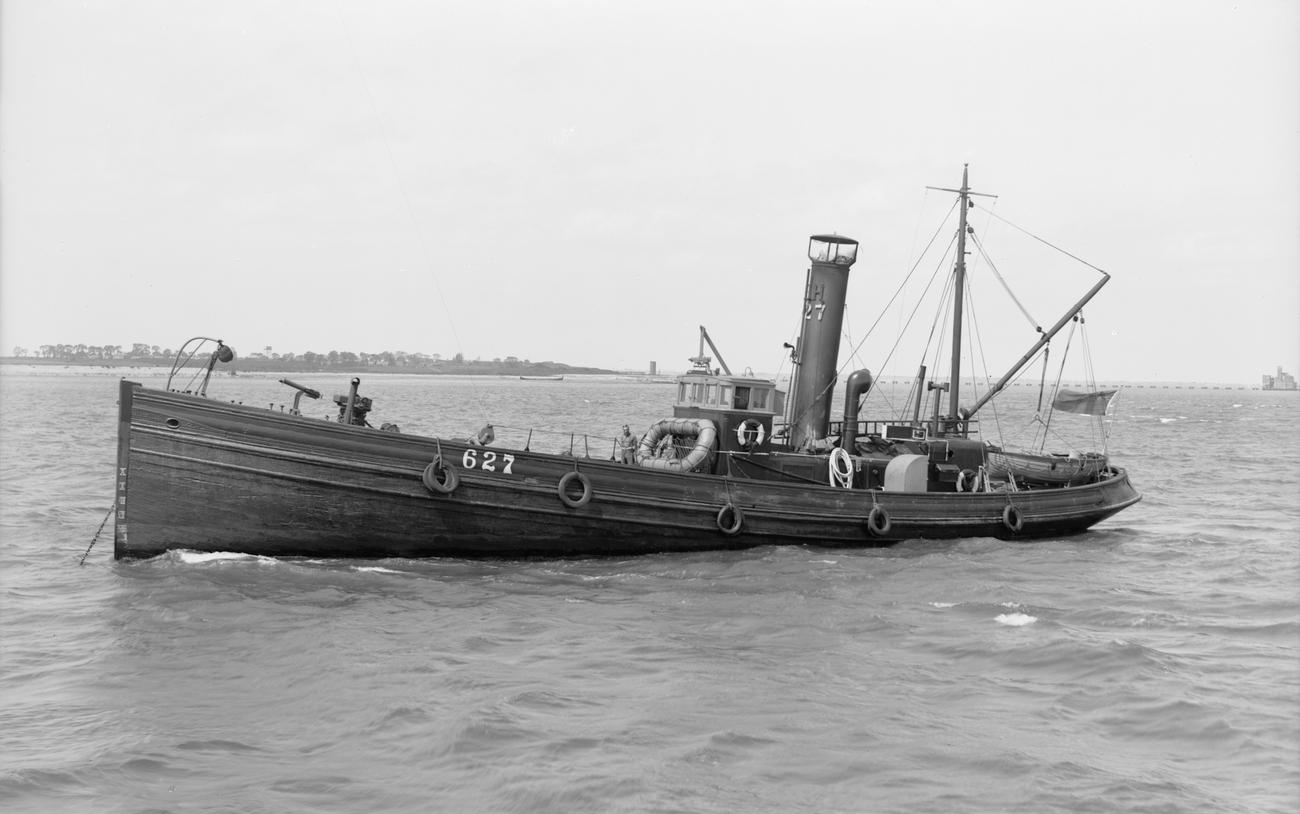
Дрифтер George Albert під час війни

Подібно до риболовецьких траулерів, Королівський флот реквізував багато риболовецьких дрифтерів для оснащення у військових цілях. Ці кораблі використовувались під час Першої світової війни.
Крім того, 362 військових дрифтери побудували відповідно заданих Адміралтейством характеристик (їх часто називали «Адміралтейські дрифтери»). Це рішення було зумовлене можливістю застосувати потужності верфей, які спеціалізувалися на рибальських суднах, для побудови військових кораблів. Крім того, після війни можна було продати ці кораблі для використання у рибальстві. 
«Адміралтейські дрифтери» були двох основних видів — з дерев'яними і металевими корпусами.